# Parete (alpinismo)

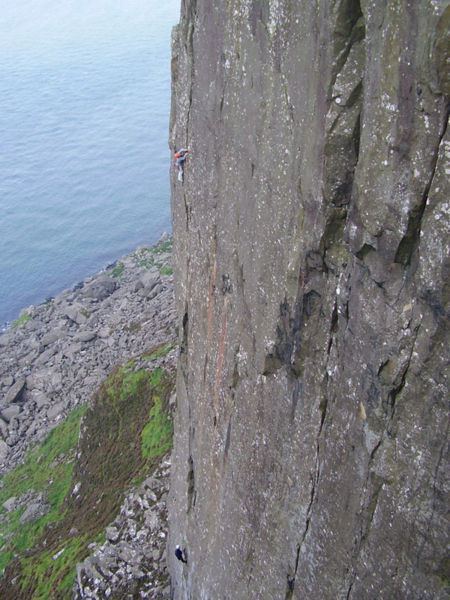
Scalatori alle prese con la parete verticale del Jolly Roger, Fair Head, Irlanda del Nord

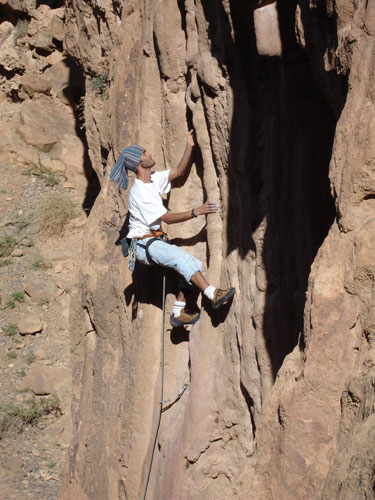
Un rocciatore affronta una lama

In arrampicata e alpinismo con il termine parete si identifica il lato scosceso di un rilievo montuoso, spesso oggetto di ascese o arrampicate da parte di alpinisti e arrampicatori. In senso più lato, si identifica altrimenti il versante geografico-alpinistico di una determinata montagna (per esempio: parete nord del Cervino, parete ovest del Monviso, parete est del Corno Piccolo al Gran Sasso).

## Descrizione
In ambito alpinistico, la parete viene in genere identificata e classificata soprattutto in base alla sua pendenza, oltre che alla sua lunghezza. Si parla per esempio di parete "strapiombante" quando essa forma un angolo superiore a 90 gradi con l'orizzontale ipotetica del livello del terreno (in pratica è strapiombante qualsiasi parete che si distacchi dal peso di un filo a piombo fissato alla stessa).
Analogamente, una parete si definisce "appoggiata" quando forma con il terreno un angolo inferiore a 90 gradi. In genere, come è del resto facilmente comprensibile, quest'ultima risulta quasi sempre più semplice da scalare rispetto a una parete verticale o a una parete strapiombante.

### Conformazioni rocciose
Le pareti alpinistiche possono essere innevate, ghiacciate o rocciose e, con il variare delle stagioni e delle condizioni meteorologiche, una stessa parete può assumere - di volta in volta - anche tutte tali differenti connotazioni. Dal punto di vista prettamente scalatorio, gli arrampicatori classificano e distinguono le pareti rocciose, o tratti di esse, in base alla loro conformazione. Le denotano cioè attraverso un nome comune che, oltre ad identificarne la forma e le caratteristiche, ne specifica - in genere - anche la tecnica di progressione più adatta alla salita. Le classiche conformazioni rocciose, quelle ripetutamente citate nei testi di alpinismo e nelle descrizioni delle vie di salita sono:

#### Camino
Costituito da due vicini piani di roccia tra loro paralleli. Si parla di camino largo quando lo scalatore arriva a toccare entrambe le pareti aprendo le braccia; si parla di camino stretto quando lo scalatore si trova costretto a incastrare il proprio corpo tra le due pareti. In senso figurato, la struttura richiama i classici camini delle abitazioni.

#### Cengia
Cornice pianeggiante, più o meno orizzontale, e più o meno ampia, che interrompe la verticalità parete. Tipica delle Dolomiti e, più in generale, delle montagne aventi una formazione di origine sedimentaria.

#### Diedro
Costituito dall'incontro tra due diversi piani di roccia che vanno a formare un angolo di ampiezza variabile. Si distinguono in genere: diedri chiusi (se caratterizzati da pareti rocciose che si incontrano con un angolo minore di 90°); diedri aperti (se caratterizzati da pareti che si incontrano con un angolo maggiore di 90°). Assomiglia, idealmente, a un libro parzialmente aperto.

#### Fessura
Fenditura della roccia di dimensioni e forma variabili (si distinguono in genere: fessure orizzontali; fessure oblique ascendenti o discendenti, verso destra o verso sinistra; fessure verticali; fessure irregolari). Una fessura è definita come tale quando non è sufficientemente ampia perché vi possa entrare completamente il corpo di uno scalatore. In quest'ultimo caso, infatti, si parla più propriamente di diedro o camino.

#### Lama
Sporgenza rocciosa spigolosa e sottile tanto quanto basta per poter essere afferrata con le mani, lungo il suo filo, dallo scalatore.
PlaccaTratto roccioso liscio e uniforme, che talvolta presenta scarsità di appigli e appoggi.

#### Spigolo
Conformazione piuttosto aerea dove la parete, incontrando una parete contigua, forma una linea di intersezione. Lo spigolo può a volte essere molto sottile (poche decine di centimetri) e a volte molto ampio (alcune decine di metri).

#### Strapiombo
Tratto di parete che presenta un'inclinazione oltre la verticale (ovvero la linea della parete forma un angolo superiore ai 90 gradi con la base della parete).

#### Tetto
Tratto di parete in cui la verticalità è interrotta da un vero e proprio scalino rovesciato, spesso estremamente difficile da superare in arrampicata.